# Церква Сергія Радонезького (Новочеркаськ)
Церква Сергія Радонезького (рос. Церковь Сергия Радонежского) — православний храм в місті Новочеркаську Новочеркаського благочиння (Росія).

## Історія
На конференції трудового колективу Новочеркаського заводу синтетичних продуктів 10 березня 1999 року було прийнято рішення реконструкції незавершеного споруди цивільної оборони на околозаводской території в храм Руської Православної Церкви з розташуванням в підвальній його частини протирадіаційного укриття. 3 червня цього ж року був створено опікунську раду, а для курирування будівництва храму призначений священик Євген Валентинович Маштанов. 24 червня 1999 року з благословення архієпископа Ростовського і Новочеркаського Пантелеймона відбулася закладення пам'ятного каменю. За проектом головного архітектора Бориса Райченкова храм створювався п'ятиглавим, над його північним притвором — тридцатиметровая дзвіниця.
Вже під час будівництва, з початку 2000 року, коли для цього стало придатним приміщення, в храмі почали відбуватися молебні. 11 січня 2001 року відбулося освячення хреста та купола дзвіниці, яке звершив благочинний Новочеркаського округу протоієрей Олег Добринській. 10 квітня цього ж року освятили і розмістили на дзвіниці дзвони, а 17 квітня відбувся перший Пасхальний молебень. Освячення п'яти куполів відбулося 21 серпня 2001 року архієпископом Ростовським і Новочеркаським Пантелеймоном. Першим настоятелем храму 10 жовтня 2001 року був призначений ієрей Георгій Жилін. Напередодні великоднього богослужіння 2002 року в церкві був встановлений іконостас з литого каменю з писаними іконами. На дзвіниці храму встановлено сім дзвонів.
У 2015 році в храмі ще велися розписні роботи. Діють недільна школа, православний молодіжний клуб, гуртки з рукоділля та церковному співу, працює бібліотека. За приходом храму Сергія Радонезького закріплено духовне окормлення госпіталю Російської армії в/ч 42303.
Адреса храму: 346416, Ростовська область, місто Новочеркаськ, Харківське шосе, 10а.